# Giovanni Maria D'Erme
Giovanni Maria D'Erme (Cori, 12 febbraio 1935 – Roma, 21 dicembre 2011) è stato un iranista italiano, professore ordinario di Lingua e letteratura persiana nell'Università degli Studi di Napoli "L'Orientale".

## Biografia
Il padre Ennio, originario di Bassiano, e la madre Pasqualina Gattamelata, di Cori, si trasferiscono prima a Latina e poi a Roma. Nella capitale si diploma presso il Liceo-ginnasio "Augusto". Dal 1953 al 1956 segue i corsi di Lingua e Letteratura persiana presso l'Is.M.E.O. (poi IsIAO) di Roma, ottenendo il relativo diploma alla fine del terzo anno di corso.
Negli anni 1957-58 soggiorna per undici mesi in Iran, dove segue un corso di lingua e cultura persiana presso l'Università di Tehran, sotto la guida di illustri professori persiani, tra i quali Saʿid Nafisi e Mohammad Moʿin. Al termine dei corsi, compie un lungo viaggio di studio in Iran, Afghanistan e Pakistan. In Iran tornerà più volte. Nel 1964, di stanza in Puglia per il servizio di leva come ufficiale di complemento dell'Aeronautica Militare Italiana, si laurea in Scienze Politiche presso l'Università degli Studi di Bari.
Nel 1965 segue un corso di specializzazione in teorie dello sviluppo economico presso la SVIMEZ (Associazione per lo sviluppo dell'industria nel Mezzogiorno) di Roma ottenendo il relativo diploma.  Negli anni 1966-69 si occupa di ricerche economiche presso il CERES (Centro di Ricerche Economiche e Sociali) di Roma, studiando i processi  di accumulazione in Italia ed eseguendo la prima misurazione dello stock di capitale italiano. Prosegue la collaborazione con l'Is.M.E.O. e con l'Istituto per l'Oriente. Alla fine dell'anno 1969 vince il concorso per assistente universitario di Lingua e Letteratura persiana presso la Facoltà di Lingue e Letterature Straniere dell'Università degli Studi "Ca' Foscari" di Venezia. Nell'estate del 1970 compie un viaggio di studio a Tashkent, presso l'Istituto di Orientalistica della RSS dell'Uzbekistan, visitando anche i principali monumenti architettonici di Samarcanda e Bukhara.
Tra gli anni 1970 e 1980 è professore incaricato di Lingua e Letteratura persiana nelle Università "Ca' Foscari" di Venezia, nell'"Alma Mater" di Bologna e nell'Università "La Sapienza" di Roma, nonché presso l'Istituto Universitario Orientale di Napoli. Nello stesso periodo si trasferisce presso la Facoltà di Lettere e Filosofia dell'Università di Roma. Nel 1981 vince il concorso a professore ordinario di Lingua e Letteratura persiana presso l'Istituto Universitario Orientale di Napoli. Nel 1988-91 è chiamato a ricoprire la carica di Direttore del Dipartimento di Studi Asiatici e dal 1982 al 1987 è vicepresidente dell'Istituto per l'Oriente di Roma. Nel 1996-98 è Preside della Facoltà di Lettere e Filosofia dell'IUO di Napoli.
Finissimo filologo e linguista, fornisce tra l'altro in maniera convincente la soluzione del problema della vocalizzazione dell'antico persiano col suo "Aspetti grafici e fonetici della scrittura antico-persiana" (Annali dell'Istituto Orientale di Napoli XLIII (N.S. XXIII), 1983, pp. 429–477) e si occupa di storia dell'arte iranica col suo innovativo "Contesto architettonico e aspetti culturali dei dipinti del soffitto della Cappella Palatina di Palermo" (Bollettino d'arte, XCII, 1995, pp, 1-32). È stato autore di numerosi volumi e saggi, in italiano, persiano e inglese, e di varie traduzioni, tra cui le Opere satiriche di ʿUbayd Zākānī. Sue sono la Grammatica del neopersiano e la poderosa traduzione - con commento fronte pagina di grande acribia - in tre volumi del Canzoniere (Divān) di Ḥāfeẓ, che raccoglie tutti i suoi ghazal.
Nel 2008 ha ricevuto per la sua lunga attività scientifica diplomi d'onore dal "Centro di Studi Hafeziani" e dal "Polo di ricerche culturali" di Shiraz. Nel 2009 gli è stato attribuito a Teheran il "Premio internazionale Fārābī" e altri premi ha ricevuto dall'UNESCO e dall'ISESCO (Islamic Educational, Scientific and Cultural Organization). Il 12 novembre 2010 il Presidente della Repubblica Giorgio Napolitano gli ha conferito l'onorificenza di Commendatore al Merito della Repubblica Italiana.

## Opere scelte
- Opere satiriche di ‘Ubayd Zākānī, Napoli, Iranica, 1979, 168 pp.
- Dissertazione letifica - Racconti e satire della Shirâz del Trecento, Roma, Carocci, 2005, 220 pp.
- Grammatica del neopersiano, Napoli, 1979
- Hâfez di Širāz. Canzoniere, introduzione, traduzione e commento, 3 voll., Napoli; 2004, 2007 e 2008